# Halaf
Halaf eller Tell Halaf var en boplats i forna Mesopotamien i nuvarande nordöstra Syrien från omkring 5500-5000, ibland kallad Halafperioden. På platsen har man hittat fynd från neolitisk tid med keramik dekorerad med geometriska mönster och djur. Man bodde i runda, välvda byggnader, 3–7 meter i diameter. Här bedrev man även åkerbruk. Området grävdes ut av tyska arkeologer mellan 1899 och 1927. 

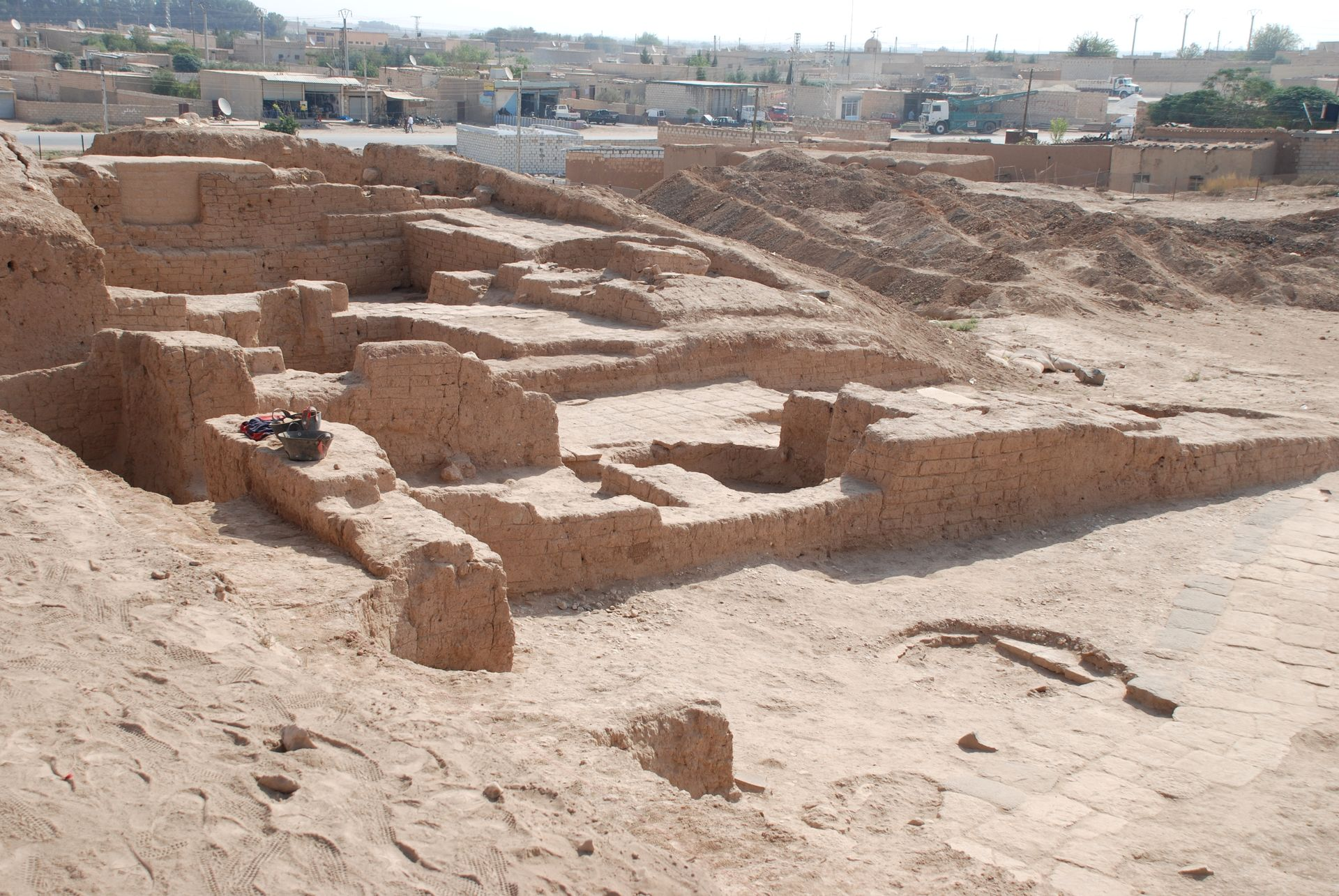
Utgrävningar i Halaf.

Den assyriska kungen Adad-nirari II (911–891) uppbar tribut från området som då var känt som Gozan som var huvudstaden i det arameiska riket Bit Bahiani. Efter en kort period av självständighet erövrades staden återigen 808 f.Kr. av den assyriska drottningregenten Semiramis och hennes son Adad-nirari III som gjorde den och omkringliggande område till en provins under det assyriska riket.